# 타이야키
타이야키(일본어: たい焼き)는 일본의 과자 중 하나로, 도미 모양의 금속 틀에 밀가루 등의 반죽을 담고 그 속에 팥을 넣어 만드는 빵이다. 일본에서 기원한 빵으로 그 역사는 메이지 시대로 거슬러 올라간다.

## 역사

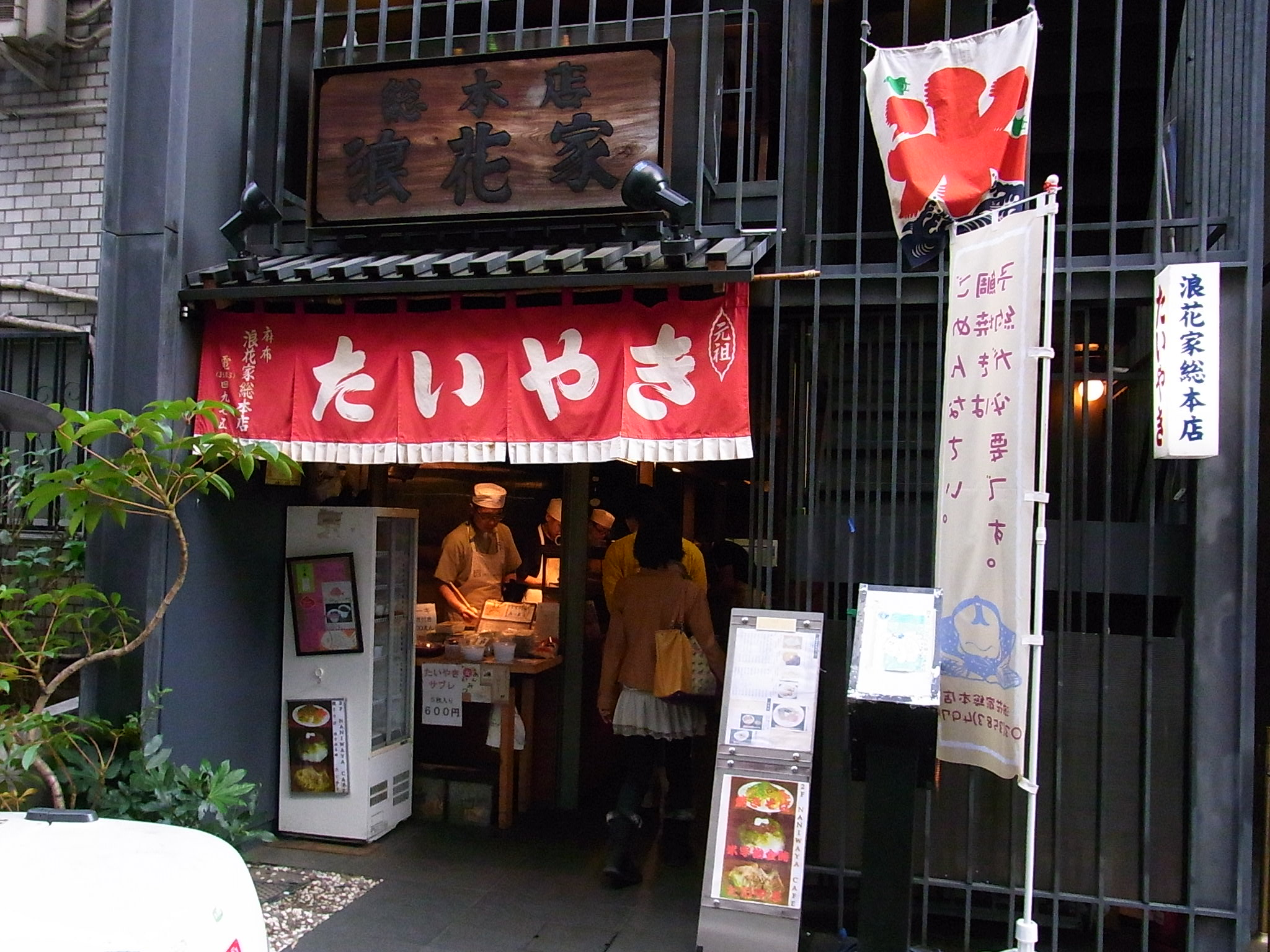
아자부주반의 나니와야 소혼텐(浪速家総本店). 2009년의 모습.

타이야키는 또다른 풀빵의 일종인 이마가와야키(今川焼き)에서 파생된 것으로 알려져 있다. 이마가와야키에서 타이야키로 발전하게 된 경위는 메이지 시대에 도미 모양의 주물을 떠서 만들어진 것이라는 설이 있다. 메이지 시대 말의 문학작품이나 저술, 신문 기사 등에서는 이미 '타이야키'(鯛焼)라는 표기가 보인다.
타이야키를 처음으로 만들어낸 집은 도쿄 아자부주반에 있는 '나니와야'(浪花家)가 처음이라는 설과 미에현 츠 시 다이몬에 있었던 '히노데야 식당'(日の出屋食堂)이 처음이라는 설의 두 가지가 있었지만, 히노데야 식당은 제2차 세계 대전 이후에 판매를 개시하였다는 사실이 나중에 밝혀졌다.

## 상세
밀가루, 설탕, 베이킹 소다 등을 섞어 만든 반죽물을 도미 모양을 본뜬 틀에 부어넣고 구우면서 팥소를 올린 뒤, 다른 한쪽은 반죽만 흘려넣고 틀을 닫아 구워 만든다. 보통은 팥소를 넣지만 여기서 재료를 바꾸어 크림, 초콜릿, 카라멜, 커스터드 등의 재료를 사용하거나 아예 샌드위치처럼 고기나 야채, 소스와 리조또 등을 끼워넣어 만든 '오가즈타이야키'(おかずたい焼き)라는 것도 있다.
한국의 붕어빵과는 달리 일본에서 타이야키를 구울 때는 하나씩 일일이 굽는 방식(일명 '한개굽기'→一丁焼き 혹은 그에 준하는 '두개·세개굽기'→二丁焼き、三丁焼き)과, 철판 틀에 여러 개를 한꺼번에 굽는 방식의 두 가지 종류가 있다. 타이야키 맛을 고집하는 사람은 하나씩 구운 것을 '천연물'(天然物), '하나굽기'(一本焼き) 등으로, 한꺼번에 여러 개로 구운 것을 '양식물'(養殖物), '연식'(連式) 등으로 구분지어 부를 정도이다.
한국에서는 타이야키에서 유래한 붕어빵이 주를 이루고 있지만, 2010년대 들어 일본식 타이야키도 "도미빵" 등의 이름으로 시중에 판매되고 있다. 2009년 일본식 도미빵을 판매하는 카페 체인점인 아자부 카페가 처음으로 문을 열었으며 2015년부터는 시내 백화점에서도 널리 판매되고 있다.

## 사진

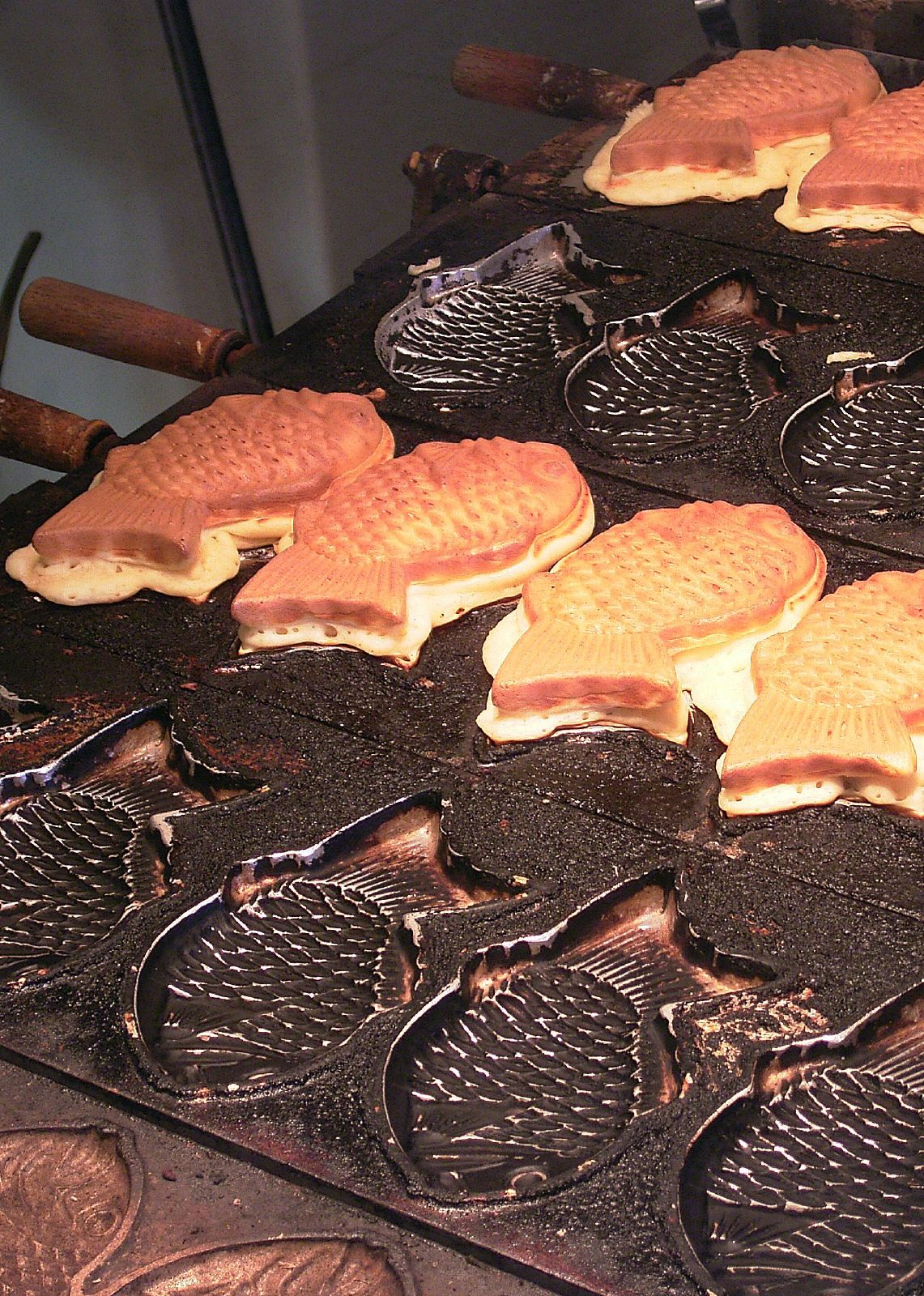
타이야키 여러 개를 한번에 굽는 '양식물'
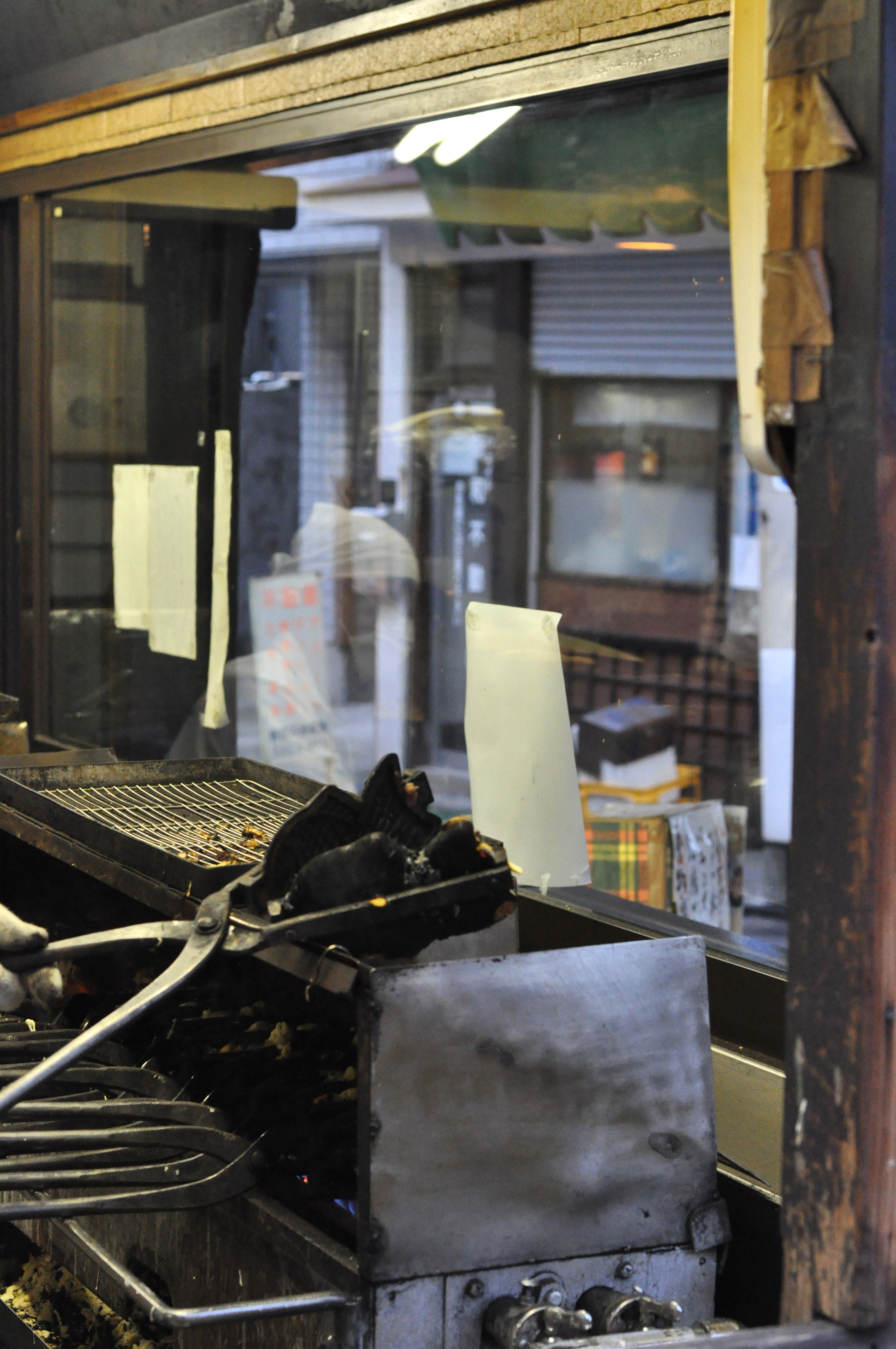
회전 틀을 이용해 한두개씩 굽는 '천연물'
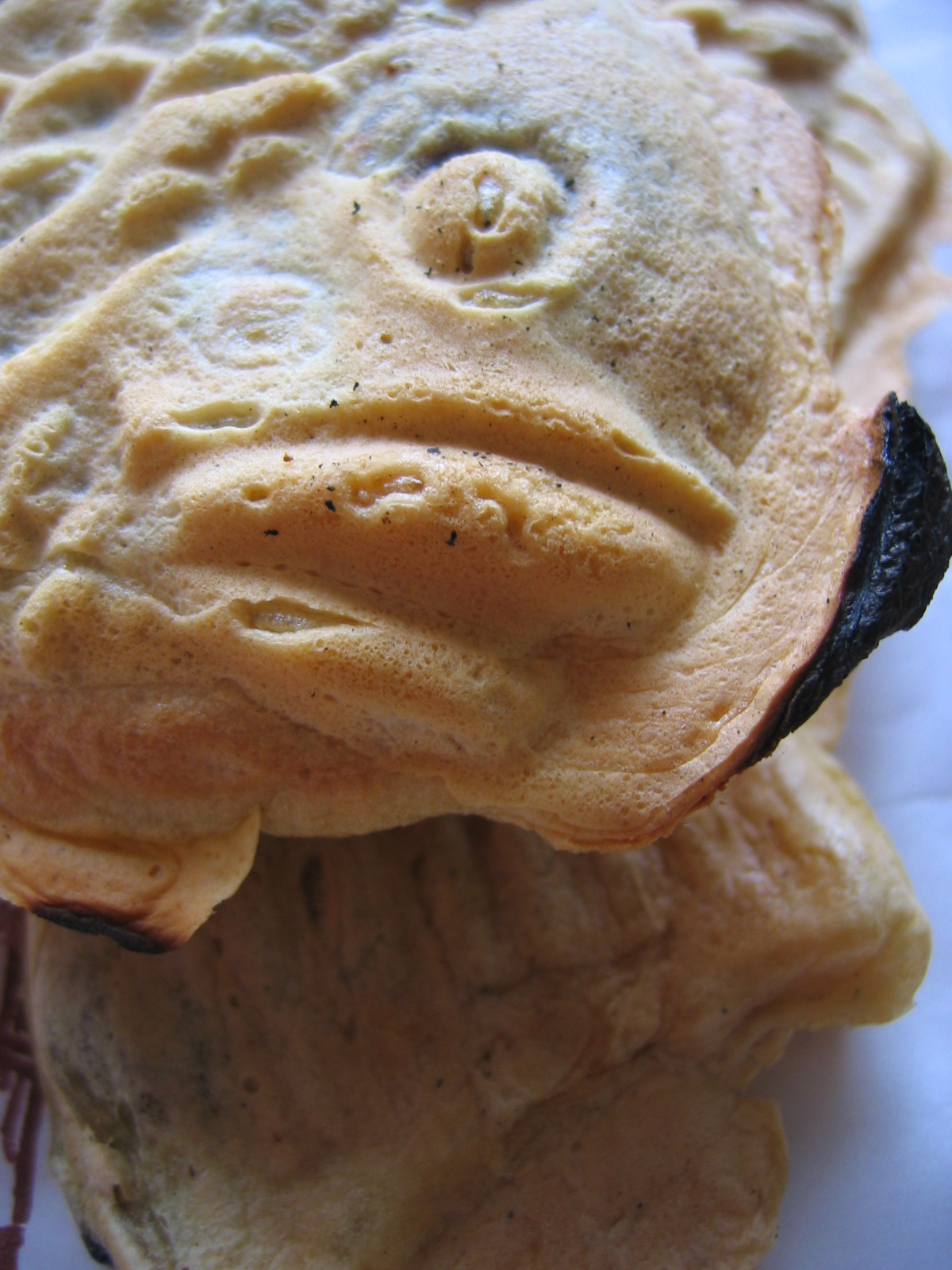
천연물
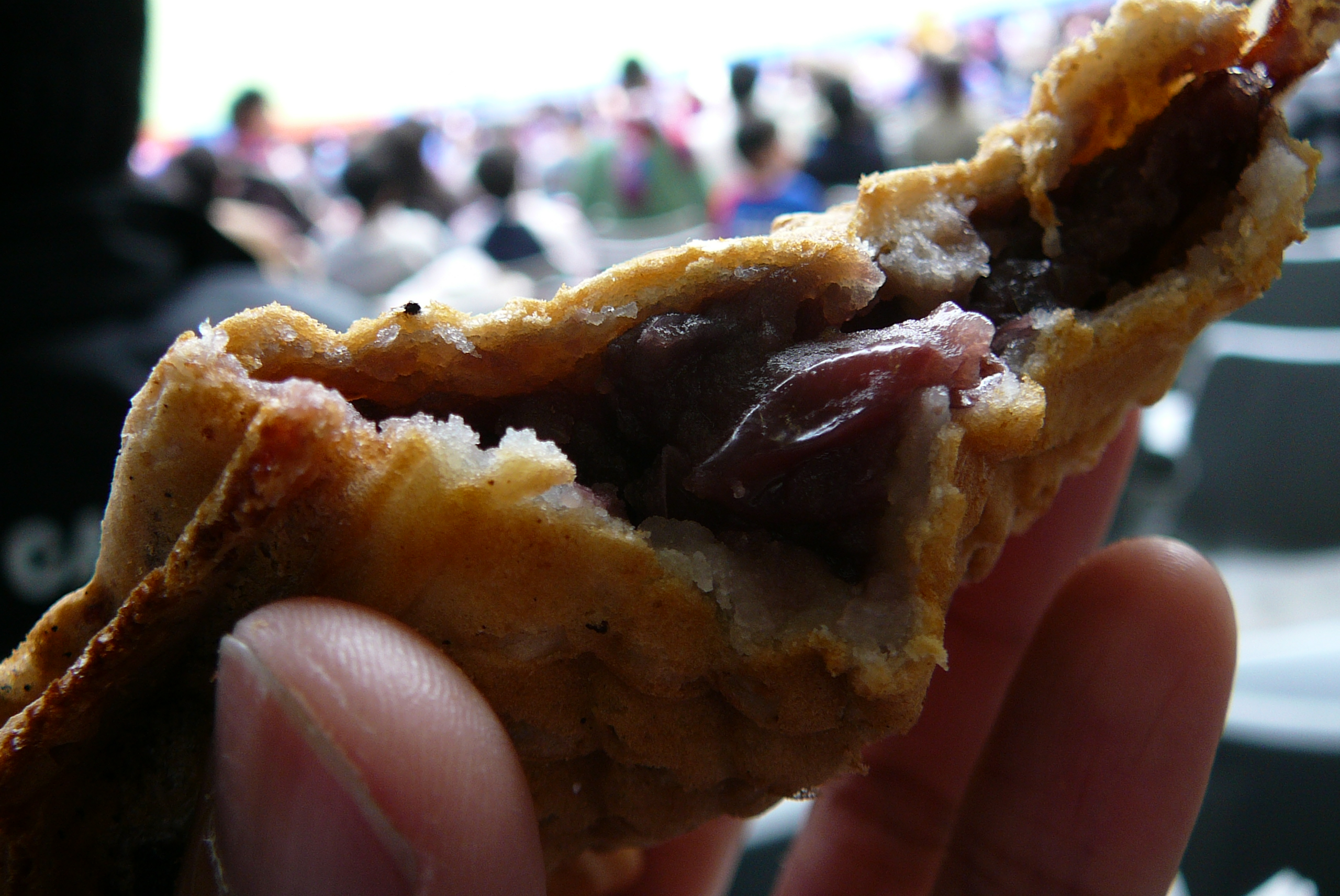
타이야키의 속

## 같이 보기
- 붕어빵
- 풀빵
- 이마가와야키

## 참고 문헌
- 宮嶋康彦 (2002年2月). 《たい焼の魚拓 - 絶滅寸前『天然物』たい焼37種》. JTB. ISBN 978-4-533-04029-0.
- イワイサトシ (2015년 9월). 《東京のたい焼き　ほぼ百匹手帖》. 立東舎. ISBN 978-4-8456-2673-1.
- 山本候充／編 (2004년 8월), 《日本銘菓事典》, 東京堂出版, ISBN 978-4-4901-0645-9